# 菊池武敏
菊池 武敏（きくち たけとし）は、鎌倉時代末期から南北朝時代にかけての南朝の武将。菊池氏第12代当主・菊池武時の九男。第13代当主・菊池武重の弟。通称は菊池九郎。

## 生涯
父の戦功により、後醍醐天皇より掃部助に任じられた。建武2年（1335年）、足利尊氏が後醍醐天皇に反逆したとき、武敏は本国にあって足利側に与した少弐貞経を攻め、苦戦したもののこれを破った。さらに勝勢に乗じて多々良浜の戦いで足利軍と戦った。この戦いでは兵力的には武敏側が優勢であったが、所詮は寄せ集めに過ぎなかったため、肥前国の松浦氏などが離反したために大敗を喫し、与党の阿蘇惟直、蒲池武久は戦死し、武敏自身は命からがら本国に逃れた。尊氏が主力軍を率いて九州から東上すると、九州各地の足利軍と戦った。
没年は詳しく分かっていないが、兄・武重の死後、その後を継いだ武士を後見していたと推測される。没年は不詳だが、恐らくは武士が当主の時代に死去したものと思われる。
子孫は各地に分かれ、越中国・伊予国・陸奥国で繁栄した。
大正4年（1915年）11月10日、従三位を贈られた。